# Teucrium vesicarium
Teucrium vesicarium là một loài thực vật có hoa trong họ Hoa môi. Loài này được Mill. miêu tả khoa học đầu tiên năm 1768.